# Osmân Ağa de Timișoara
Osmân Ağa de Timișoara (Temeşvarlı Osman Ağa en turc ottoman) est un militaire et historien ottoman d'origine bosniaque, né en 1670 à Temesvar (actuelle Timișoara dans le Banat roumain), mort à Constantinople en 1720. Ağa (Agha) est un titre honorifique turc.

## Biographie

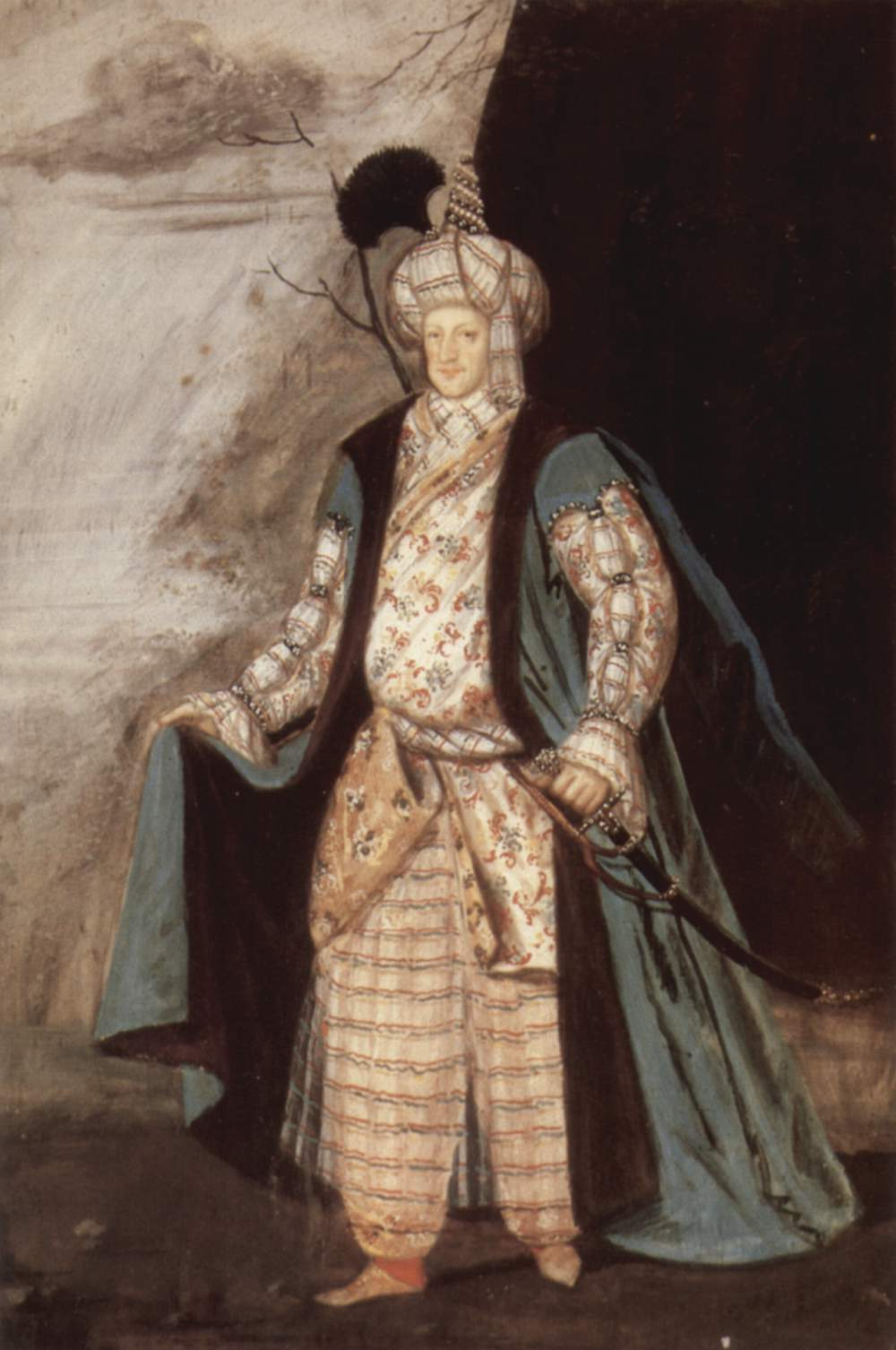
Le margrave Louis-Guillaume de Bade-Bade en costume turc, peintre allemand anonyme, vers 1700-1725

Musulman d'origine sud-slave, Osmân est né à Temesvar, alors capitale d'une province ottomane, le pachalik de Temesvar. Il devient, à l'âge de 17 ans, officier dans l'armée ottomane. Pendant la Grande guerre turque de 1683-1699, envoyé pour porter la solde d'une garnison, il est capturé par les troupes du Saint Empire commandées par Antonio Carafa lors du siège de Lipova, non loin de sa ville natale. Comme prisonnier de guerre musulman, il est considéré comme esclave et doit servir différents maîtres, des militaires autrichiens, une comtesse et même un confiseur. Son autobiographie raconte sa captivité, de 1688 à 1699, et ses tentatives d'évasion ; elle donne de nombreuses informations sur les conditions de vie des esclaves musulmans en pays chrétien. Il note ainsi l'attitude humanitaire du cardinal Leopold Karl von Kollonitsch, qui évite à certains captifs d'être exportés vers des pays lointains où ils ne pourraient pas être échangés contre des chrétiens prisonniers des Turcs. 
Libéré par le traité de Karlowitz en 1699, Osmân devient interprète d'allemand, notamment auprès des ambassadeurs ottomans à Vienne et pendant la guerre vénéto-austro-ottomane de 1714-1718. Il continue son service de dragoman (interprète officiel) à la cour de Constantinople. Il rédige, outre son autobiographie, une Histoire des Autrichiens (Nemçe Tarihi) jusqu'en 1662.

Images des guerres austro-turques
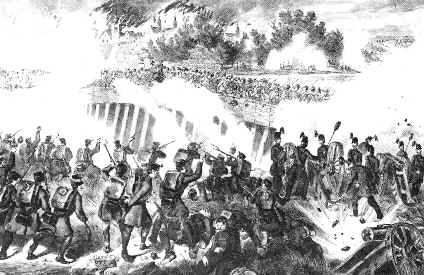
Prise de Temesvar par les Autrichiens en 1716
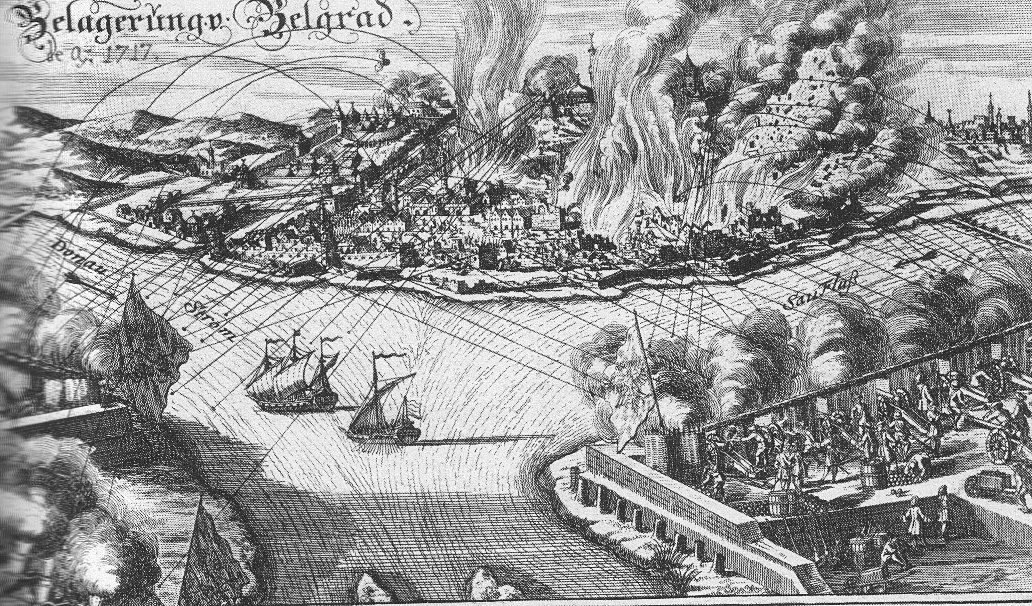
Siège de Belgrade par les Autrichiens en 1717